# Colonie de Roanoke
Ne doit pas être confondu avec Colonie de Freedmen de l'île Roanoke.

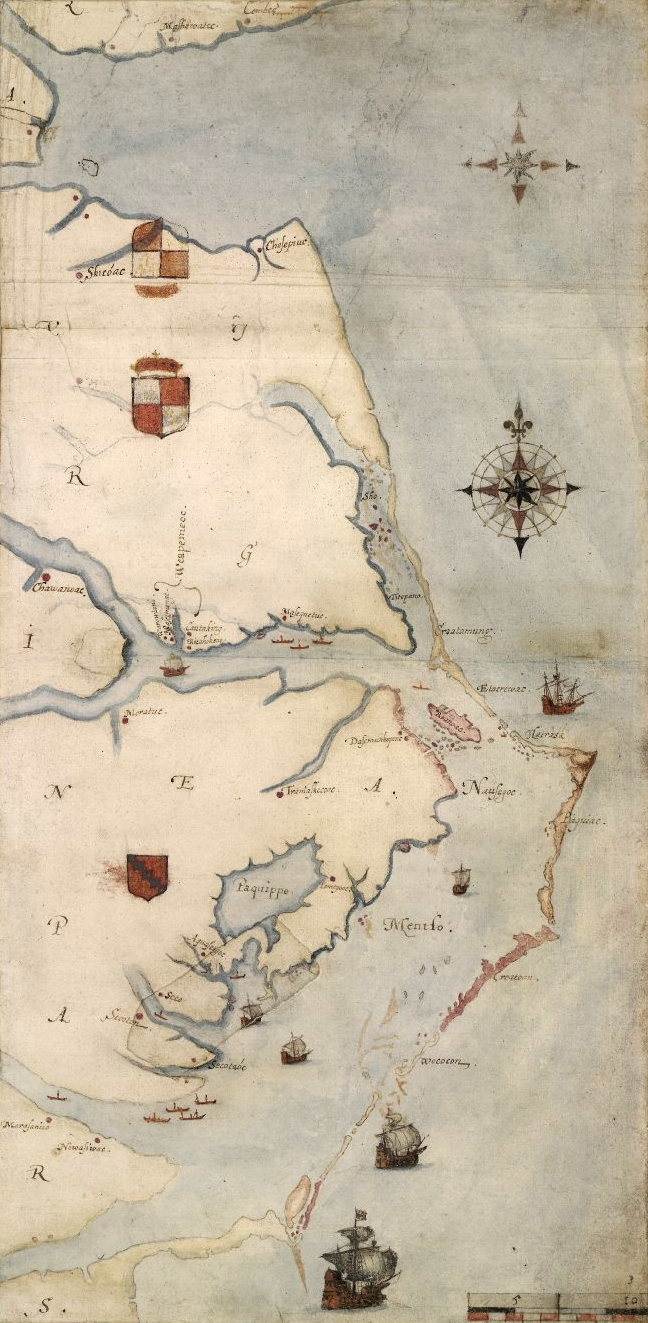
Carte de la colonie de Roanoke, par John White, 1584

La colonie de Roanoke sur l'île Roanoke dans la Caroline du Nord actuelle fut le tout premier établissement anglais en Amérique, financé et organisé par Sir Walter Raleigh pour le compte d'Élisabeth Ire d'Angleterre dans les années 1580.
Deux groupes de colons essayèrent d'y habiter. Le deuxième a disparu après trois ans sans approvisionnement venant d'Angleterre. C'est pourquoi l'île s'appelle « La Colonie Perdue ».

## Contexte
Après le demi-échec de Humphrey Gilbert pour s'emparer de Terre-Neuve (1583), son demi-frère, Walter Raleigh, favori de la reine et captivé par l'ouvrage de Bartolomé de Las Casas (The Spanish Colonie, 1583), obtient le 25 mars 1584 une charte pour tenter de s'implanter au nord de la Floride espagnole.

### Première expédition
Walter Raleigh envoya en éclaireur une expédition menée par les capitaines Philip Amadas et Arthur Barlowe (en). Les journaux de bord des deux capitaines, publiés par Richard Hakluyt, fournissent un récit détaillé de ce voyage.
Hésitant à s'engager dans le détroit de Floride, la flottille doubla le cap Fear et mit au mouillage dans l'île Roanoke, une île de l'archipel côtier des Outer Banks, le 5 juillet 1584. La taille de cette île fut estimée à vingt miles de longueur (environ trente kilomètres) et six miles de largeur (environ dix kilomètres).
Barlowe et Amadas ramenèrent en Angleterre deux Indiens algonquiens de la tribu des Powhatans.

### La base militaire

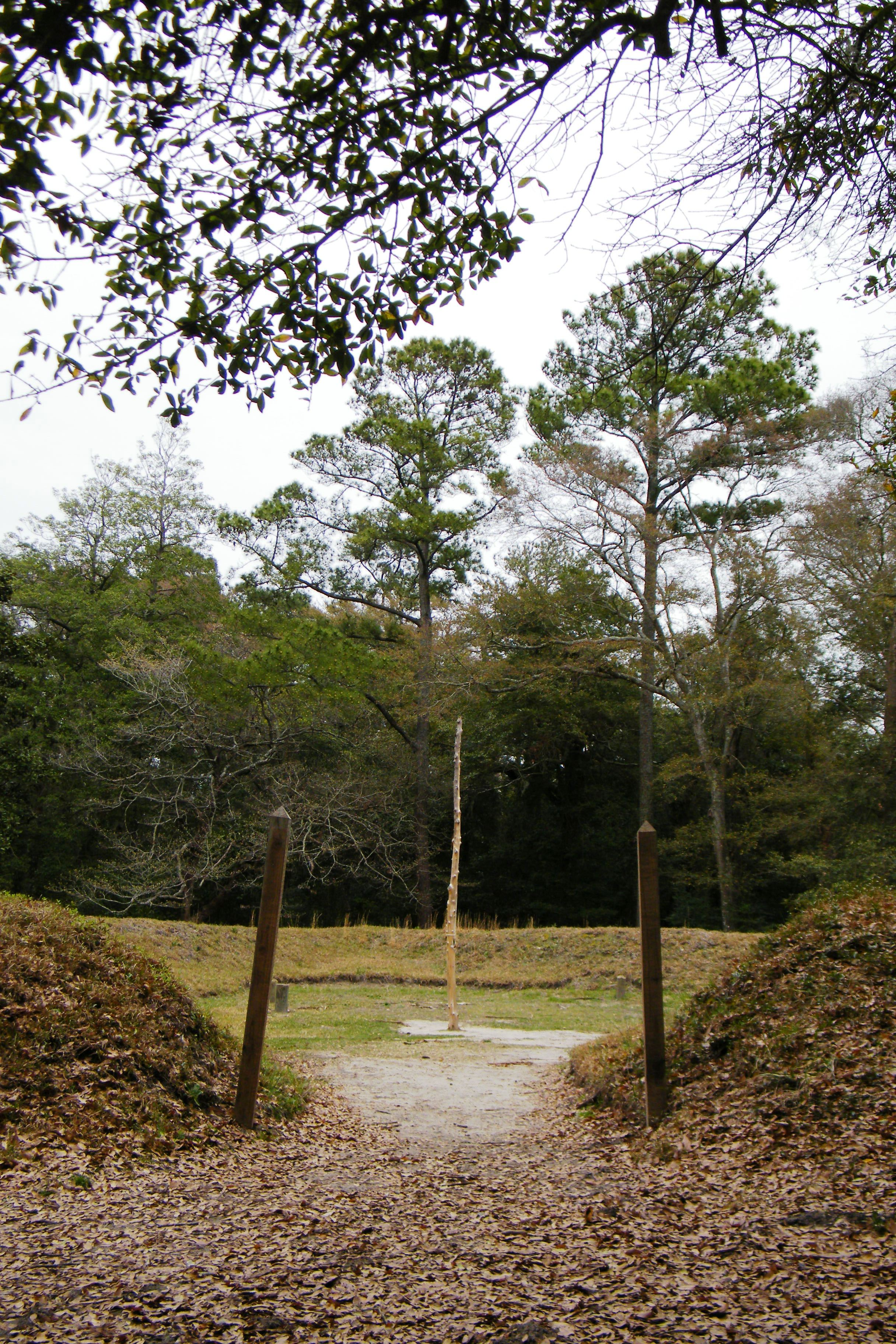
Fortifications reconstruites à Fort Raleigh National Historic Site

L'abondance de la région en bois (des « cèdres » notamment, que Verrazano avait déjà décrits ; sans doute des conifères de l'espèce Pin rouge), en fruits (une variété de raisins, sans doute des muscadines) et en poisson, décida Raleigh à lancer une seconde expédition, cette fois pour coloniser cette région baptisée Virginie (en hommage à Élisabeth Ire d'Angleterre, la « Reine-Vierge »).
Une flottille de sept navires commandée par Richard Grenville quitte Plymouth en avril 1585 avec 600 hommes à bord. Après une escale à Porto Rico, les Anglais arrivent en Caroline du Nord en juin. Grenville fait bâtir un fort avant de repartir pour l'Angleterre. Par manque de vivres, il ne laisse sur place qu'une centaine d'hommes, sous la direction de Ralph Lane. Ils explorent la région vers le nord à la recherche de mines ou d'un passage vers le Pacifique mais leur plus grande découverte est la baie de Chesapeake.
La situation se tend avec les Amérindiens au cours de l'hiver 1585-1586. Ceux-ci, ayant épuisé leurs réserves, ne peuvent bientôt plus échanger de nourriture avec les colons. Craignant un assaut général, Lane décide d'attaquer les villages des autochtones en juin 1586. Une semaine plus tard, Francis Drake, de retour d'une opération contre les Espagnols plus au sud, arrive avec des vivres. Lane décide alors de rentrer en Angleterre avec tous les colons.
En juillet 1586, Grenville revient avec des renforts et trouve le site abandonné. Il laisse néanmoins sur place une quinzaine d'hommes face à une population amérindienne hostile.
Pour autant, l'année passée sur ces rivages permit à Thomas Harriot de livrer une étude détaillée du pays et de la langue des Algonquiens, et au graveur John White de livrer les premières planches illustrées de la vie des Indiens d'Amérique du Nord : ces planches paraîtront plus tard dans la réédition par Théodore de Bry de la relation d'André Thévet, « Les singularitez de la France Antarctique » . Les colons rapportèrent aussi en Angleterre l'usage de plantes réputées médicinales, le tabac et le sassafras.

### La colonie de peuplement
En 1587, Raleigh organise une nouvelle expédition. Signe que l'objectif n'est plus d'établir une base militaire mais de fonder une colonie de peuplement, les 110 colons, surtout des fermiers et des artisans, comptent 18 femmes. John White, qui avait vécu dans la première colonie de Roanoke, est nommé chef de l'expédition et gouverneur de la future colonie. Les trois navires partent d'Angleterre en mai. Leur mission est de retrouver les 15 hommes laissés par Grenville et de s'établir ensuite dans la baie de Chesapeake, jugée plus appropriée que Roanoke.
À leur arrivée en juillet, ils ne retrouvent personne mais décident de rester à Roanoke. La fille de White donne naissance à Virginia Dare, premier enfant anglais né sur le sol des futurs États-Unis, le 18 août 1587.
White décida de retourner en Angleterre en septembre 1587 afin de convaincre les autorités d'envoyer de nouveaux colons et surtout du matériel de construction. Mais à son retour – qui, par suite de l'attaque de l'Invincible Armada sur les côtes anglaises, ne put s'effectuer qu'en août 1590 –, cette seconde colonie aussi avait disparu sans laisser de trace, à l'exception du mot « Croatoan » gravé sur un poteau. Des recherches archéologiques et génétiques, en cours, tentent de connaître le sort de cette colonie perdue.
Le gouverneur White ne découvre aucune trace de lutte ou de bataille dans les bâtiments effondrés. Le seul indice concernant le sort des colons est un mot gravé sur un poteau du fort : « Croatoan ». Les trois lettres CRO sont aussi retrouvées gravées sur un arbre proche. Tous les bâtiments sont démontés, ce qui prouve que les colons ne sont pas partis dans la précipitation. Avant de quitter la colonie, White leur avait laissé pour instruction de graver une croix de Malte sur un arbre proche en cas de disparition forcée, mais aucune croix n'est retrouvée. White pense alors que les colons ont déménagé vers l'île de Croatoan (aujourd'hui l'île Hatteras), mais est dans l'impossibilité de mener des recherches.
Il existe de nombreuses théories concernant le devenir des colons. La plus couramment acceptée est qu'ils ont demandé l'asile à une tribu indienne proche, se sont mariés avec les natifs ou ont été tués. En 1607 John Smith et les autres membres de la colonie de Jamestown se mettent à la recherche d'informations sur les colons de Roanoke. Un rapport indique que les survivants ont trouvé refuge chez les Indiens Chesapeake (en), mais leur chef Powhatan affirme avoir attaqué la colonie et tué tout le monde. Powhatan présente à Smith plusieurs objets qui auraient appartenu aux colons, dont un canon de mousquet et un mortier en laiton. Aucune trace archéologique ne confirme toutefois cette version. La colonie de Jamestown reçoit des rapports à propos de survivants de la colonie perdue, mais leurs recherches restent vaines. Finalement, ils concluent que tous les colons sont morts.

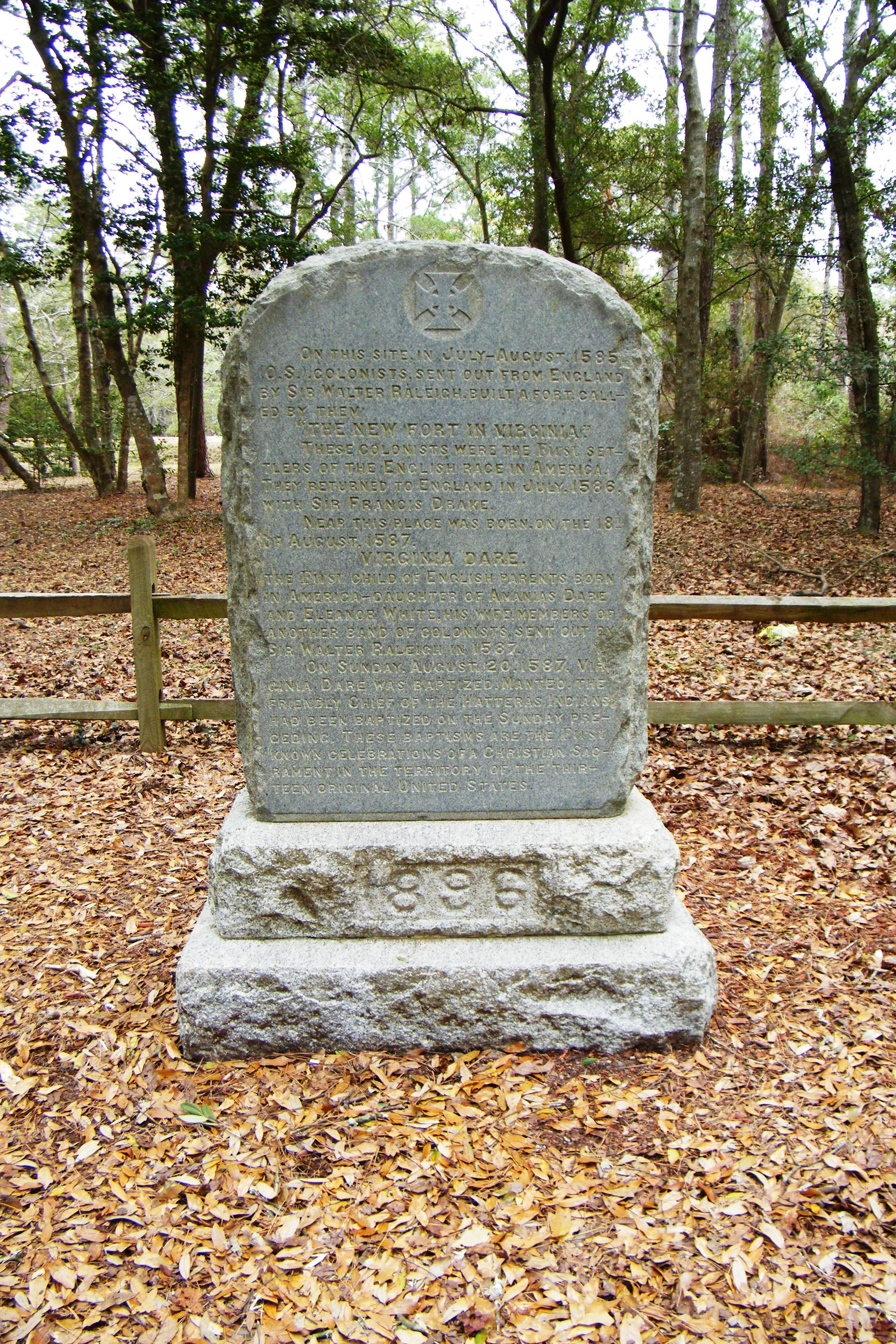
Le Virginia Dare Monument sur l'île Roanoke, commémorant Viginia Dare et la colonie de Roanoke.

William Strachey, secrétaire de la colonie de Jamestown, écrit en 1612 dans The History of Travel into Virginia Britannica qu'il existe des maisons en briques à deux étages dans les campements des Indiens Peccarecanick et Ochanahoen. Les Indiens auraient appris à construire ces maisons auprès des colons de Roanoke. Il rapporte aussi que des captifs européens se trouvent dans les campements indiens à la même période. Strachey écrit aussi que quatre hommes anglais, deux enfants et une bonne ont été vus dans le village d'Eno près de Ritanoc, sous la protection d'un chef appelé Eyanoco. Les captifs sont obligés de battre le cuivre. Ils se sont échappés lors de l'attaque de la colonie vers la rivière Chaonoke (aujourd'hui la Chowan dans le Comté de Bertie en Caroline du Nord).
En 2012, une étoile à quatre branches a été découverte sur une carte datant de 1585 et dessinée par John White, désignée sous le nom de Virginea Pars (conservée au British Museum), pouvant indiquer l'emplacement d'un fort près d'Edenton à 80 kilomètres au nord-ouest de Roanoke. Des vestiges de poterie ont été retrouvés à proximité de l'emplacement indiqué sur la carte, pouvant prouver la présence de colons.
En 2015, des objets (notamment des pièces de poterie, une poignée de rapière, un anneau en or et des tablettes en ardoise accompagnées d'un stylet en plomb) ont également été découverts sur l'île Hatteras, 80 kilomètres au sud-est de Roanoke, pouvant indiquer qu'une partie des colons pourrait avoir rejoint le site.
Il n'existe cependant pas de consensus entre historiens, les artefacts découverts ne pouvant être datés avec précision et pouvant avoir été récupérés et déplacés par des Amérindiens.

### Troisième colonie
La région fut finalement colonisée depuis le nord à partir de la colonie de Jamestown et à la suite de la pacification des terres bordant la baie de Chesapeake, obtenue par le capitaine John Smith, entre 1603 et 1607. À cette date, les revenus tirés de la vente du tabac en Europe permirent de couvrir les frais d'entretien de la colonie et firent de la Virginie un établissement prospère.

## Dans la culture populaire
- La Tempête du siècle, œuvre de Stephen King s'est librement inspiré de la colonisation manquée de Roanoke.
- L'Empire des Ombres, film qui fait référence à la disparition mystérieuse de la colonie,
- Profession profiler (Mindhunters), film de Renny Harlin (2004), y fait aussi référence,
- FreakyLinks , saison 1 épisode 1, où le frère jumeau du personnage principal s'intéresse à cette histoire de colonie disparue.
- Supernatural, saison 2 épisode 9, où une épidémie transforme tous les habitants d'une petite ville en démons, mentionnant que c'est ce qui s'est produit à Roanoke.
- American Horror Story, saison 1 épisode 11 (la naissance), où l'histoire de la colonie et du rituel utilisant le mot Croatoan est racontée ; ainsi que la saison 6, intitulée Roanoke et dont l'intrigue est inspirée de l'histoire de la colonie perdue.
- Les Vampires de Manhattan, qui reprend l'histoire de la colonie perdue ainsi que du Croatoan.
- Dans le roman de science fiction La Dernière Colonie de John Scalzi (L'Atalante, coll. La Dentelle du cygne, 2008 - The Last Colony (en), 2007), l'auteur fait référence à la colonie perdue de Roanoke.
- Falling Skies, saison 4 épisode 4, où Hal Mason utilise le terme Croatoan pour dire à son père que leur groupe est parti se réfugier.
- Mentalist, saison 4 épisode 5, Patrick Jane évoque la « colonie perdue de Roanoke » lorsqu'il découvre le petit port de l'île vidé de sa population : "Disparition collective [...] c'est déjà arrivé ; la colonie Roanoke, les Olmèques".
- Sleepy Hollow, saison 1 épisode 5, où une épidémie commence à se propager sur la ville à la suite de l'arrivée d'un jeune garçon contaminé qui dit venir de Roanoke.
- Dans le téléfilm Wraiths of Roanoke la disparition de la colonie a une cause surnaturelle.
- Les Mystères de Haven, saison 4 épisode 13 à 23 , Dav à une vision dans laquelle le mot est gravé sur un rocher et tout s'enchaîne par la suite....
- Mention des colons disparus de Roanoke dans Ça de Stephen King.
- Pierres de Dare, des pierres gravées qui expliqueraient le sort de la colonie.
- Legacies, saison 2 épisode 6, épisode où le Croatoan apparaît sous la forme d'un monstre qui tue les menteurs et les personnes qui gardent des secrets. En plus d'une allusion à la colonie perdue de Roanoke.
- La colonie de Roanoke est mentionnée à plusieurs reprises dans le roman Peines de mots perdus de Jean-Laurent Del Socorro[6].

## Sources
- (en) Cet article est partiellement ou en totalité issu de l’article de Wikipédia en anglais intitulé « Roanoke Colony » (voir la liste des auteurs).
- Thomas Harriot, Theodor de Bry et L Ningler, Voyages en Virginie et en Floride, Paris, Dvchartre et Van Bvggenhovdt, coll. « Collection illvstrée des grands voyages en Amériqve av XVIe siècle », 1927, 311 p. (OCLC 490423961)
- (en) Giles Milton (trad. A.-M. Hussein), Les Aventuriers de la reine : à l'assaut du Nouveau Monde [« Big Chief Elizabeth : the adventures and fate of the First English Colonists in America »], Les Éditions Noir Sur Blanc, 2002 (réimpr. Farrar, Straus and Giroux, 2000), 358 p. (ISBN 978-0-374-26501-4, OCLC 43951852)
- (en) Bertrand Van Ruymbeke, L'Amérique avant les États-Unis : une histoire de l'Amérique anglaise, 1497-1776, Paris, Flammarion, coll. « Au fil de l'histoire », 2013, 561 p. (ISBN 978-2-08-210543-9, OCLC 900931100)
- Philippe Testard-Vaillant, « Roanoke, la colonie perdue », Les cahiers de Science & Vie, no 182,‎ décembre 2018, p. 14-17